# Lanceur de relève
Pour les articles homonymes, voir releveur.

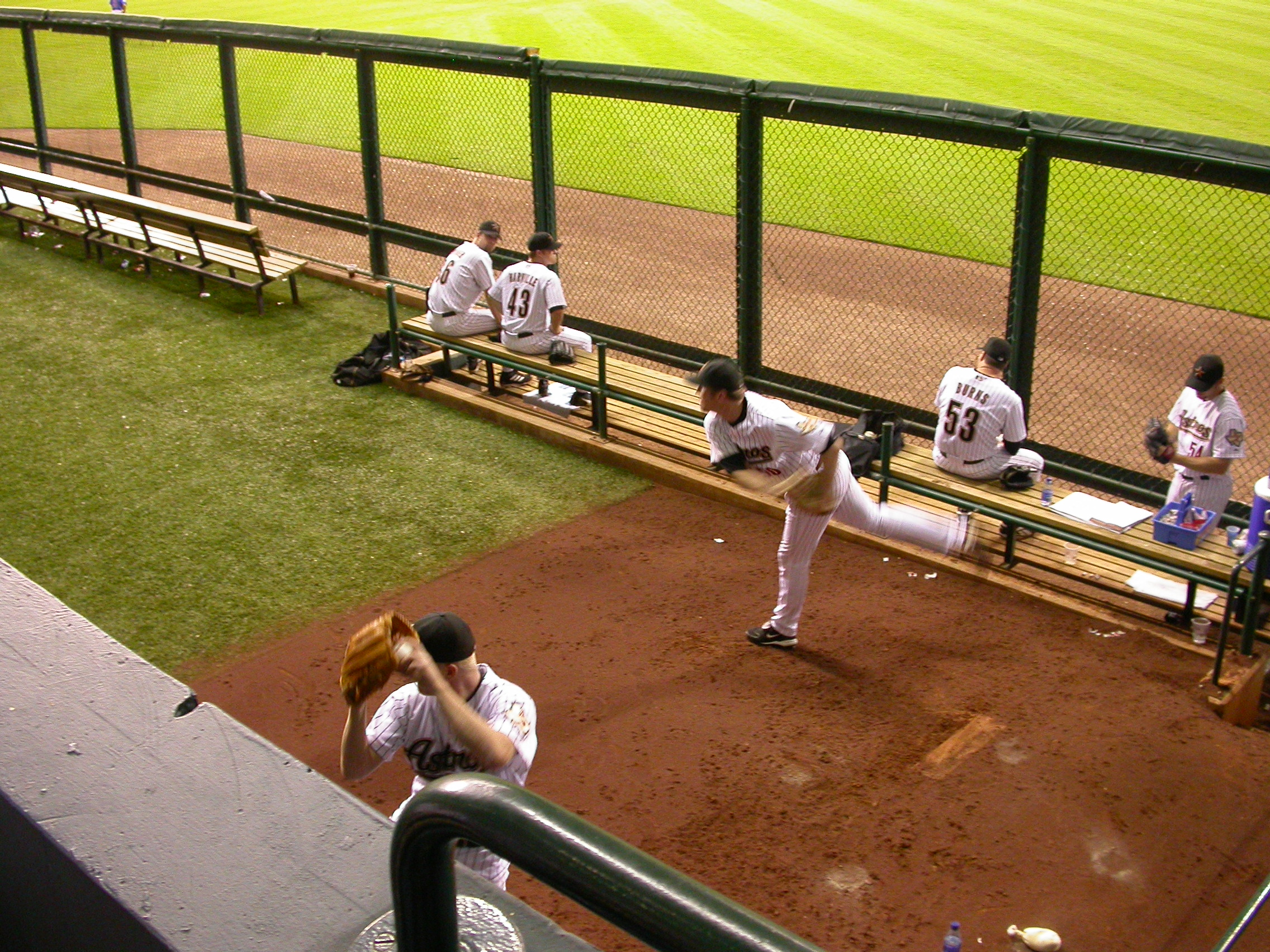
Enclos de relève près du terrain au Minute Maid Park.

Au baseball, un lanceur de relève, aussi appelé releveur, est un lanceur qui entre au match lorsqu'il a déjà commencé. En général, le lanceur partant a déjà lancé au moins 5 manches, parfois 7 manches voire plus. Le lanceur de relève lance donc rarement plus de deux manches. Il a pour but d'enregistrer trois retraits sans permettre aucun point, et souvent il y a déjà des coureurs sur les buts lorsqu'il entre au match. Ainsi, les lanceurs de relève peuvent enregistrer plus de 80 apparitions par saison, mais ne lancent que 110 manches maximum, en comparaison avec les lanceurs partants qui peuvent enregistrer plus de 200 manches en 30 apparitions.
Les très bons lanceurs de relève ont une moyenne de points mérités au-dessous de 3,00 parce qu'ils ne lancent que 100 manches pendant la saison, et souvent face à seulement 3 ou 4 frappeurs par partie, en comparaison avec les lanceurs partants qui peuvent lancer à plus de 20 (voire 30) frappeurs.
Les lanceurs de relève sont devenus de plus en plus importants. Le nombre de matchs complets lancés par les lanceurs partants est en baisse, donc il y a plus de manches restantes pour les lanceurs de relève. Certains sont devenus des spécialistes de la 9e manche comme Mariano Rivera et Trevor Hoffman. Ils ont pour but d'enregistrer 3 retraits sans permettre aucun point, parce qu'ils entrent au match quand leur équipe mène.

## Histoire du lanceur de relève
Au début du jeu, le lanceur partant n'est remplacé qu'en cas de blessure. La première relève est effectuée le 25 avril 1876 à l'occasion d'un match entre les Boston Red Caps et les New York Mutuals. Le lanceur partant de Boston est remplacé, sans être blessé, après cinq manches. Le manager Harry Wright fait passer son joueur de champ droit, Jack Manning, sur le monticule. Les premières règles permettant de remplacer le lanceur partant en dehors des cas de blessure entrent en application le 20 avril 1889. Deux joueurs sont alors désignés pour remplacer éventuellement le lanceur. Les lanceurs partants restent toutefois longtemps encore dominants. Ainsi, en 1904, 148 des 154 matchs joués par les Red Sox de Boston sont encore des matchs complets. De plus, il était courant pour un lanceur partant en récupération entre deux matchs d'effectuer des relèves courtes. Christy Mathewson affiche ainsi dans ses statistiques 84 apparitions comme releveur pour 28 sauvetages. La mise en place de la relève moderne, avec notamment un stoppeur, date des années 1950. Symbole de cette évolution, Jim Konstanty, le lanceur de relève des Phillies de Philadelphie, est désigné Meilleur joueur en Ligue nationale en 1950. Une première pour un releveur.

## Types de lanceurs de relève
- Stoppeur : lanceur qui a pour but de terminer le match et préserver une victoire. Ces lanceurs ont souvent un nombre élevé de sauvetages, soit plus de 30 par saison

- Spécialiste gaucher : lanceur qui lance uniquement contre les frappeurs gauchers. Souvent il ne lance qu'à un ou deux frappeurs et peut être enlevé si le prochain frappeur est droitier. D'ordinaire, ces lanceurs enregistrent moins d'une manche par apparition, sauf s'il y a trois frappeurs gauchers d'affilée. Les spécialistes droitiers existent, mais sont plus rares parce que la plupart des lanceurs sont déjà droitiers.

- Set-up man : lanceur de relève dont la présence au monticule précède celle du stoppeur. Règle générale, il lance la huitième manche et a pour mission de préserver l'avance de son équipe jusqu'à l'entrée dans la partie du spécialiste de neuvième manche.

## Statistiques importantes
- Moyenne de points mérités: Le nombre de points mérités permis divisé par le nombre de manches lancées, puis multiplié par 9 parce qu'il y a 9 manches. Cette statistique n'est pas pareille pour les lanceurs partants parce qu'ils enregistrent plus de manches par saison, et souvent au moins 5 manches par apparition. La moyenne reste importante, mais peut changer rapidement si un joueur permet plusieurs points pendant une apparition courte.

- Sauvetages: Le nombre de fois qu'un lanceur termine le match et préserve une victoire pour son équipe. Il y a des règles compliquées pour déterminer si un sauvetage est possible.

- Match terminé: simplement le nombre de fois qu'un lanceur termine le match, quel que soit le score.

## Statistiques moins importantes
- Victoires / défaites : le nombre de victoires et de défaites est moins important pour un lanceur de relève parce qu'il entre au match vers la fin, et le score n'est pas toujours en égalité. Certains lanceurs comme Trevor Hoffman sont des stoppeurs et n'entrent au match que quand leur équipe mène ou est en égalité. Hoffman par exemple a 52 victoires pour 59 défaites en 872 apparitions[5]. Donc il a gagné 6 % de ses parties et en a perdu 7 %.

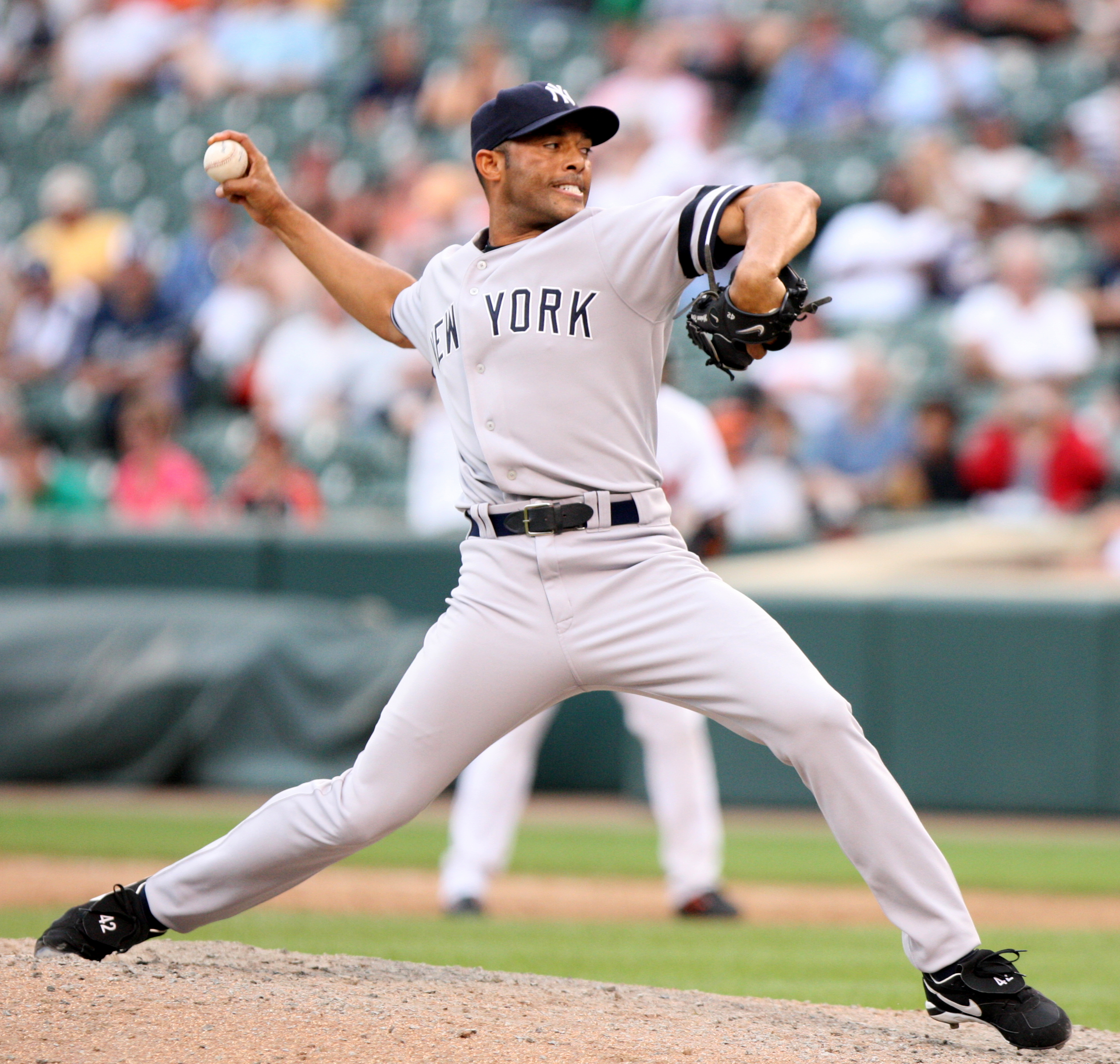
Mariano Rivera est le meneur pour les sauvetages et les matchs terminés dans l'histoire du baseball.

## Records des Ligues majeures de baseball
Uniquement les lanceurs de relève et mis à jour après la saison 2019
- Moyenne de points mérités: 2,21 (Mariano Rivera[6])
- Apparitions: 1252 (Jesse Orosco[7])
- Sauvetages: 652 (Mariano Rivera[6])
- Matchs terminés: 952 (Mariano Rivera[6])